# Людина, яка обдурила смерть
Людина, яка обдурила смерть (англ. The Man Who Could Cheat Death) — англійський фільм жахів 1959 року.

## Сюжет
Доктор Бонне винаходить спосіб, завдяки якому він може жити сотні років. Він полягає в трансплантації щитоподібних залоз від своїх молодих і здорових жертв. Бонне виглядає здоровим сорокарічним чоловіком, хоча насправді йому 104 роки. Але оточуючі його люди незабаром починають щось підозрювати.

## У ролях
| Актор           | Роль                 |
| --------------- | -------------------- |
| Антон Діффрінг  | доктор Жорж Бонне    |
| Хейзел Корт     | Джанін Ду Бойс       |
| Крістофер Лі    | доктор П'єр Джеррард |
| Арнольд Марлі   | доктор Людвіг Вайс   |
| Делфі Лоуренс   | Марго Філіп          |
| Френсіс Де Вулф | інспектор Легріс     |